# Графство Саарбрюкен
Графството Саарбрюкен алтернативно Насау-Саарбрюкен (на немски: Grafschaft Saarbrücken, Nassau-Saarbrücken) е графство на Свещената Римска империя с резиденция Саарбрюкен през Средновековиеето от 1080 до 1801 г., когато преминава към Франция. То има площ от 767 km² и 40.000 жители.

## История
Графовете на Саарбрюкен са през 1100 г. един от най-могъщите родове в югозападната германска територия с големи земни собствености на Саар, в Блисгау и в Елзас, в Пфалц и на Среден Рейн. Графството е създадено от манастир Мец. През 1080 г. граф Зигеберт I (1080 – 1105) получава подарък имперския чифлик Вадгасен от император Хайнрих IV от Салическата династия. Основател на графството и първият граф на Саарбрюкен е Фридрих (1105 – 1135), син на граф Зигеберт I, който пръв се нарича през 1123 г. Сааргауграф „Граф на Саарбрюкен“. През 1168 г. Фридрих I Барбароса разрушава Саарбрюкен и други три замъка на графовете, и те не участват повече в политиката.
Между 1182 и 1190 г. графството се дели наследствено и от собственостите в Лотарингия, на Рейн и замък Цвайбрюкен се образува Графство Цвайбрюкен. Синовете на граф Симон I († сл. 1183) разделят територията. Големият му син, Симон II († сл. 1207), e граф на Саарбрюкен през 1135 – 1183 г., а вторият му син, Хайнрих I († 1228), получава източните територии от собствеността на баща си с Цвайбрюкен, управлявано от 1190 до 1394 г. от династията на графовете на Саарбрюкен.
От 1274 г. графството е управлявано от династията Саарбрюкен-Комерси. През 1381 г. графският дом измира по мъжка линия с граф Йохан II. Дъщерята му наследничка, Йохана, умира същата година и е наследена от нейния син Филип I († 1429), от нейния брак с граф Йохан I от Насау-Вайлбург († 1371, Дом Насау).
През 1442 г. линията се дели на една дяснорейнска линия „Насау-Вайлбург“ и една ляворейнска линия „Насау-Саарбрюкен“. През 1728 г. цялото графство попада на линията „Насау-Узинген“, която през 1735 г. разделя отново Саарбрюкен и има титлата княз. Последният княз от 1768 до 1793 г. на Насау-Саарбрюкен e Лудвиг († 1794).
Княжеството е окупирано през 1793 г. от френските революционерни трупи. Насау-Саарбрюкен, както цялия ляв бряг на Рейн са взети от Франция през 1798/1801 г., 1814 г. Саарбрюкен остава на Франция и през 1815 г. отива към Прусия към пруската Провинция Велико херцогство Долен Рейн.